# Lézerhárfa
A lézerhárfa egy elektronikus zenei interfész és egy lézerfényt használó kijelző. Lézersugarakat bocsát ki, amelyekkel a zenész eltakarásos módon állít elő hárfára emlékeztető hangot. A hangszer népszerűsítésében részt vesz Jean-Michel Jarre is. 1981 óta majdnem minden koncertjén fontos szerepet kap a lézerhárfa. A brit elektronikai zenét játszó Little Boots is hasonló hangszerrel zenél koncertjein.
A lézerhárfa sokféle kialakításban létezik.

## Fordítás
- Ez a szócikk részben vagy egészben  a   Laser harp című angol Wikipédia-szócikk ezen változatának fordításán alapul.  Az eredeti cikk szerkesztőit annak laptörténete sorolja fel. Ez a jelzés csupán a megfogalmazás eredetét és a szerzői jogokat jelzi, nem szolgál a cikkben szereplő információk forrásmegjelöléseként.